# Hypercompe decipiens
Hypercompe decipiens är en fjärilsart som beskrevs av Charles Oberthür 1881. Hypercompe decipiens ingår i släktet Hypercompe och familjen björnspinnare. Inga underarter finns listade i Catalogue of Life.